# Halfway Between the Gutter and the Stars
Halfway Between the Gutter and the Stars es el tercer álbum de estudio del productor británico de música electrónica Fatboy Slim. Fue lanzado por primera vez el 6 de noviembre de 2000 en el Reino Unido por Skint Records y un día después en los Estados Unidos por Astralwerks. El álbum presenta colaboraciones de Macy Gray, Ashley Slater, Bootsy Collins, Roland Clark y Roger Sanchez, y su título, al que se hace referencia en la canción «Weapon of Choice», es una alusión a la cita de Oscar Wilde, «Todos estamos en la alcantarilla, pero algunos de nosotros estamos mirando las estrellas» («We are all in the gutter, but some of us are looking at the stars»).

## Recepción de la crítica
Halfway Between the Gutter and the Stars recibió críticas generalmente positivas por parte de los críticos. Robert Christgau de The Village Voice escribió «aquí es donde Norman Cook logra la estupidez incesante que los breakbeats por sí solos nunca podrían traerle», y lo llamó «Todo superficial, todo puro como resultado: puro escape, puro deleite y, como la cabalgata del evangelio. Las posturas al final dejan claro, puro anhelo espiritual. Trascendencia, todos la queremos». The A.V. Club lo llamó «una gran carga de diversión y funk desechables que es más esponjoso que el algodón de azúcar e igual de pesado».
Por otro lado, Pitchfork escribió: «Después de disfrutar de unos años de relativa popularidad, parece que el atractivo y la relevancia del big beat están disminuyendo. [...] Después de escuchar lo último de Slim, Halfway Between the Gutter and the Stars, parece que hemos llegado al momento de bajar. ¡Y sorpresa! No es nada divertido», aunque «el problema radica más en el panorama siempre cambiante de la música electrónica y el género moribundo del big beat que en su habilidad técnica». Entertainment Weekly lo llamó «Melódicamente repetitivo, las canciones solo se acercan de forma intermitente a los máximos energizantes de los cortes anteriores de Fatboy». La revista Spin lo llamó un «rompecabezas posterior a la obra maestra en el que las patadas se vuelven cada vez más difíciles de encontrar, abiertas entre las limitaciones del pop y las aspiraciones artísticas». 
Tim O'Neil de PopMatters dijo más tarde que el álbum estaba «extremadamente subestimado».

## Lista de canciones
| Halfway Between the Gutter and the Stars | |                                                                                               |          |  |
| N.º                                      | Título | Escritor(es)                                                                                  | Duración |  |
| 1.                                       | «Talkin' bout My Baby»                                                                                          | Norman Cook, Jack Hall, Jimmy Hall, John Anthony, Richard Hirsch, Lewis Ross, Leslie Bricusse | 3:43     |  |
| 2.                                       | «Star 69» | Cook, Roland Clark                                                                            | 5:43     |  |
| 3.                                       | «Sunset (Bird of Prey)»                                                                                         | Cook, Jim Morrison                                                                            | 6:49     |  |
| 4.                                       | «Love Life» (con Macy Gray)                                                                                     | Cook, Macy Gray, Ashley Slater                                                                | 6:58     |  |
| 5.                                       | «Ya Mama» | Cook, Jon Hiseman, Dick Heckstall-Smith, Frankie Cutlass, Doug Lazy                           | 5:38     |  |
| 6.                                       | «Mad Flava» | Cook                                                                                          | 4:33     |  |
| 7.                                       | «Retox» (con Ashley Slater)                                                                                     | Cook                                                                                          | 5:17     |  |
| 8.                                       | «Weapon of Choice» (con Bootsy Collins)                                                                         | Cook, Bootsy Collins, Slater                                                                  | 5:45     |  |
| 9.                                       | «Drop the Hate»                                                                                                 | Cook                                                                                          | 5:30     |  |
| 10.                                      | «Demons» (con Macy Gray)                                                                                        | Cook, Gray, Bill Withers, Ray Jackson                                                         | 6:52     |  |
| 11.                                      | «Song for Shelter» (con Roland Clark y Roger Sanchez; incluye la pista oculta «Talkin' bout My Baby (Reprise)») | Cook, Gray                                                                                    | 11:26    |  |
| 68:14                                    | |                                                                                               |          |  |

| Edición 15.º aniversario |                                                        |          |  |
| N.º                      | Título                                                 | Duración |  |
| 1.                       | «Song for Shelter» (Chemical Brothers Remix)           | 7:02     |  |
| 2.                       | «Love Life» (Josh Butler Remix)                        | 6:20     |  |
| 3.                       | «Mad Flava» (Autograf Tribute Mix)                     | 4:42     |  |
| 4.                       | «Retox» (Dave Clarke Remix)                            | 5:22     |  |
| 5.                       | «Star 69» (X-Press 2 Wine 'Em, Dine 'Em, 69 'Em Remix) | 8:20     |  |
| 6.                       | «Weapon of Choice» (Lazy Rich 2015 Remix)              | 4:16     |  |
| 7.                       | «Demons» (Stanton Warriors Remix)                      | 5:13     |  |
| 8.                       | «Ya Mama» (Moguai Remix)                               | 6:06     |  |
| 9.                       | «Sunset (Bird of Prey)» (Spieltape Remix)              | 6:14     |  |
| 10.                      | «Drop the Hate» (Laid Remix)                           | 7:22     |  |
| 11.                      | «Talkin' bout My Baby» (Midfield General Remix)        | 6:57     |  |

Nota
- En el lanzamiento de iTunes, «Talking 'bout My Baby (Reprise)» es separada de «Song for Shelter», convirtiendo las duraciones a 9:00 y 2:26 respectivamente.

Créditos de samples
- «Talking Bout My Baby» contiene muestras de «Macon Hambone Blues», escritas por Jack Hall, Jimmy Hall, John Anthony, Richard Hirsch, Lewis Ross y Leslie Bricusse, e interpretadas por Wet Willie.
- «Star 69» y «Song for Shelter» contienen muestras de «I Get Deep», escrita e interpretada por Roland Clark .
- «Sunset (Bird of Prey)» contiene muestras de «Bird of Prey», escrita e interpretada por Jim Morrison.
- «Ya Mama» contiene muestras de «The Kettle», escrita por Jon Hiseman y Dick Heckstall-Smith, e interpretada por Colosseum, «Shake Whatcha Mama Gave Ya», escrita por Frankie Cutlass e interpretada por Stik-E and the Hoods, y «Let the Rhythm Pump», escrita e interpretada por Doug Lazy .
- «Drop the Hate» contiene muestras de «Answer to Watergate», interpretada por el reverendo W. Leo Daniels.
- «Demons» contiene muestras de «I Can't Write Left Handed», escrita por Bill Withers y Ray Jackson, e interpretada por Bill Withers.

## Versión editada
También existe una versión editada, que elimina la canción «Star 69» (debido al uso recurrente de la canción de la palabra «fuck», que es la única razón para obtener una etiqueta de Parental Advisory), y elimina la repetición de la canción utilizada en «Song for Shelter». El diseño de la portada del álbum también se recorta para cortar justo antes del espacio entre las piernas (presumiblemente porque el sujeto probablemente esté desnudo) y posee una marca que dice «Versión limpia para niños», similar en diseño a la etiqueta de Parental Advisory en las copias normales.

## Posicionamiento en listas
| Lista (2000-01)                          | Mejor posición |
| ---------------------------------------- | -------------- |
| Australia (ARIA)                         | 6              |
| Austria (Ö3 Austria)                     | 22             |
| Bélgica (Ultratop flamenca)              | 30             |
| Países Bajos (Album Top 100)             | 64             |
| Finlandia (Suomen Virallinen Lista)      | 39             |
| Francia (SNEP)                           | 21             |
| Alemania (Media Control Charts)          | 23             |
| Italia (FIMI)                            | 30             |
| Nueva Zelanda (Recorded Music NZ)        | 10             |
| Noruega (VG-lista)                       | 23             |
| Escocia (Scottish Albums Chart)          | 11             |
| Suecia (Sverigetopplistan)               | 49             |
| Suiza (Schweizer Hitparade)              | 35             |
| Reino Unido (UK Albums Chart)            | 8              |
| Reino Unido (UK Independent Albums)      | 1              |
| Estados Unidos (Billboard 200)           | 51             |
| Estados Unidos (Dance/Electronic Albums) | 11             |

| Lista (2000)             | Mejor posición |
| ------------------------ | -------------- |
| Australian Albums (ARIA) | 71             |
| Lista (2001)             | Mejor posición |
| UK Albums (OCC)          | 186            |
| Lista (2002)             | Mejor posición |
| UK Albums (OCC)          | 168            |

## Certificaciones
| País           | Certificación | Ventas  |
| -------------- | ------------- | ------- |
| Australia      | Oro           | 35 000  |
| Japón          | Oro           | 100 000 |
| Nueva Zelanda  | Platino       | 15 000  |
| Reino Unido    | Platino       | 300 000 |
| Estados Unidos |               | 278 000 |